# Psychotria moseskemei
Espèce
Statut de conservation UICN

 CR A2c : 
En danger critique
Psychotria moseskemei Cheek est une espèce de plantes de la famille des Rubiaceae et du genre Psychotria, endémique de la ligne montagneuse du Cameroun.

## Étymologie
Son épithète spécifique moseskemei rend hommage à Moses Kemei, l'un des membres de l'équipe de Martin Cheek lors de son exploration des Bamenda Highlands (en).

## Description
C'est un arbuste dont la hauteur est généralement comprise entre 2 et 5 m.

## Distribution
L'espèce a été observée principalement au Cameroun, dans la Région du Nord-Ouest (Bamenda Highlands, mont Oku, Dom), et dans celle de l'Ouest (mont Bamboutos), également à l'est du Nigeria (Chappal Hendu, Chappal Waddi).

## Habitat
P. moseskemei est présente dans les sous-bois de la forêt montagnarde ou submontagnarde, à une altitude d'environ 1 700-2 100 m, où elle est parfois confondue – lorsqu'elle est stérile – avec Chassalia laikomensis, qui présente des similitudes (silhouette, taille, forme des feuilles) et partage quelquefois le même habitat. Celui-ci étant menacé par la déforestation au profit de petites exploitations agricoles, elle est considérée comme une « espèce en danger critique d'extinction ».